# Hermann Lüders (Illustrator)
Hermann Lüders (geboren 25. November 1836 in Osterwieck am Harz; gestorben 27. November 1908 in Groß-Lichterfelde) war ein deutscher Historien- und Genremaler, Illustrator und Schriftsteller.

## Leben
Lüders besuchte die Berliner Kunstakademie als Schüler von Carl Steffeck. 1862 bis 1865 war er als Illustrator für einen Verlag in Pest tätig, bevor er nach Berlin übersiedelte.

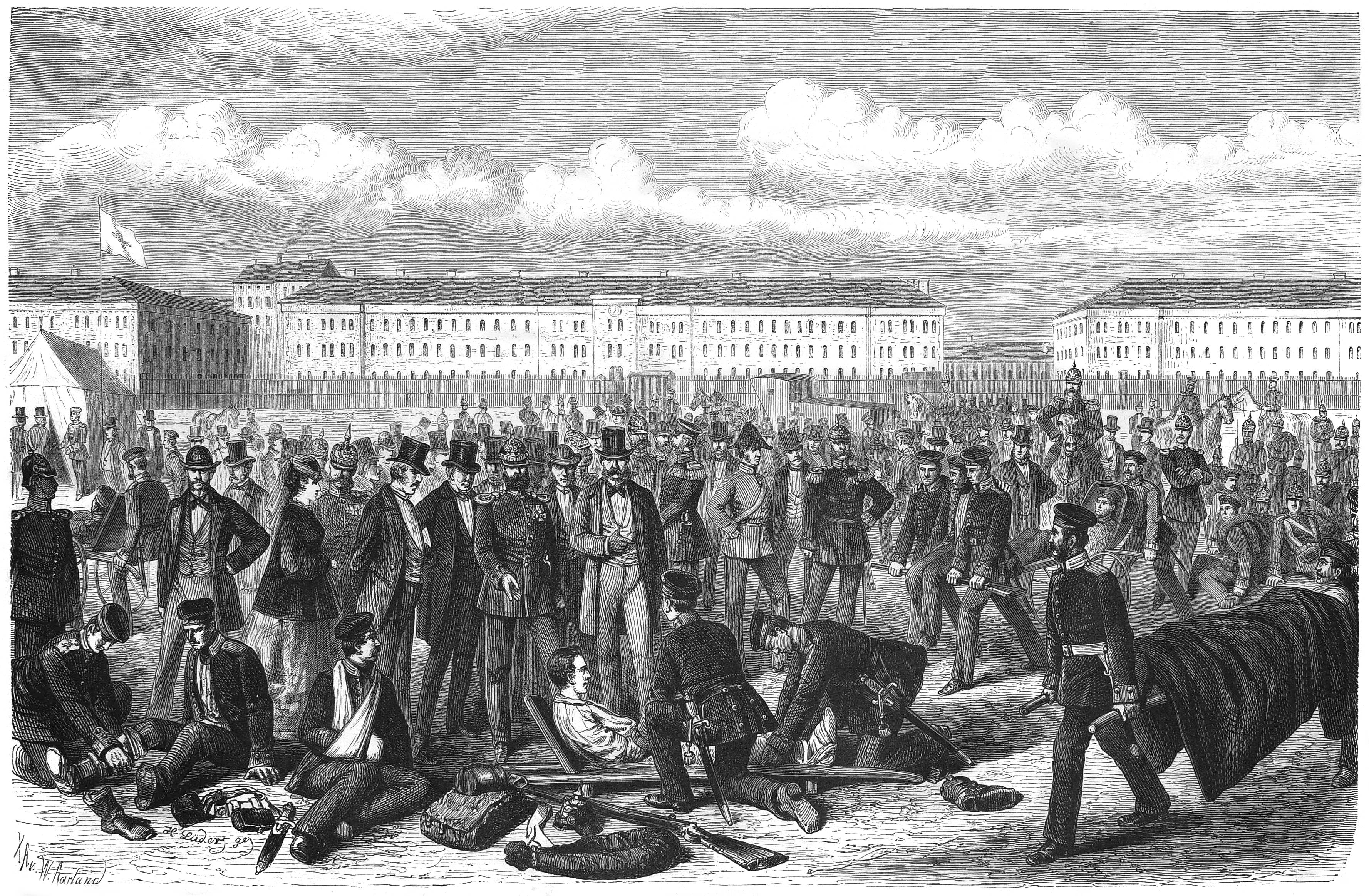
1870: „Uebungen der Sanitätsmannschaften vor den Mitgliedern des internationalen Vereins. Nach der Natur aufgenommen von H. Lüders“;
Holzstich der Xylographischen Anstalt von Wilhelm Aarland in der Illustrierten Die Gartenlaube

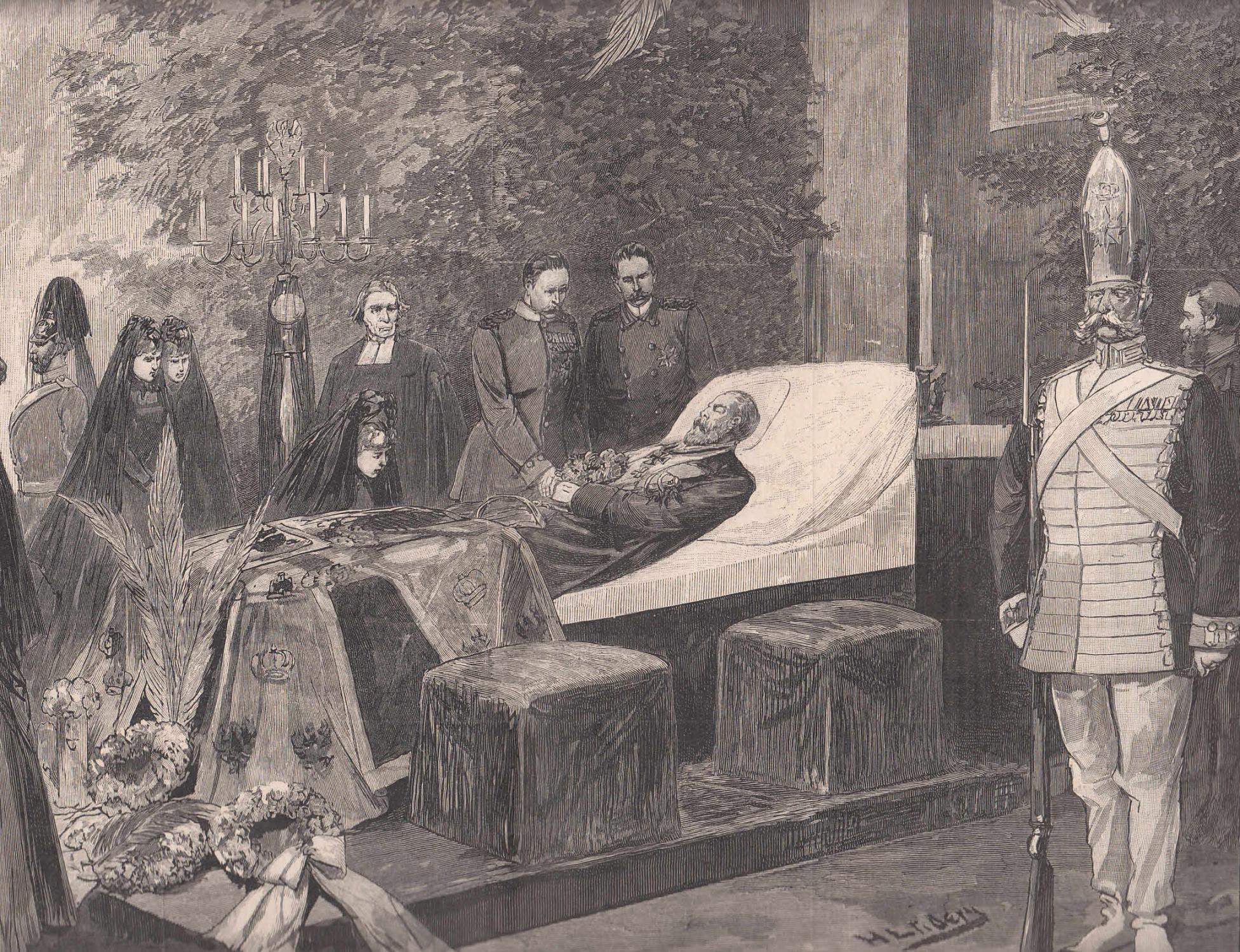
1888: Kaiser Friedrich III. auf dem Paradebett in der Jaspis-Galerie von Schloss Friedrichskron, davor Kaiserin Victoria u. a.;
Holzstich mit der Künstlersignatur H. Lüders

Als Soldat diente Lüders sowohl 1866 im Deutschen Krieg als auch 1870 bis 1871 im Deutsch-Französischen Krieg. In der Folge reiste er als Zeichner insbesondere für die Illustrirte Zeitung und Die Gartenlaube im Gefolge unter anderem von Kaiser Wilhelm I., Kronprinz Friedrich und dem späteren Kaiser Wilhelm II. nach Italien, Frankreich, Spanien und Russland.